# کتاب الاسرار یا رازهای صنعت کیمیا
کتاب الاسرار یا رازهای صنعت کیمیا کتابی از محمدبن زکریای رازی با ترجمهٔ حسنعلی شیبانی است که در سال ۱۳۴۹ منتشر و برندهٔ جایزه کتاب سال سلطنتی شد.